# Oligopodia epigonus
Oligopodia epigonus is een zee-egel uit de infraklasse Irregularia die wordt geplaatst in een groep in de rang van familie die voorlopig de aanduiding "Gitolampadids" heeft gekregen.
De wetenschappelijke naam van de soort werd in 1865 gepubliceerd door Carl Eduard von Martens. 